# 全日本F3選手権
全日本F3選手権（ぜんにほんえふすりーせんしゅけん、Japanese Formula 3 Championship）は、1979年から2019年まで日本で開催されていた自動車レースの1カテゴリー。F3規格のフォーミュラカー（オープンホイール）を使用した四輪レースである。

## 概要
1973年から開催されていた日本独自のジュニア・フォーミュラである全日本FJ1300選手権には、多くの国内コンストラクターが参加していたが、1977年より上位カテゴリーである全日本F2000選手権（後の全日本F2選手権）に一定年数以上参戦しているドライバーの掛け持ち参戦を禁止したことなどから衰退傾向となった。
この状況を打破すべく関西のコンストラクターやチームを中心にF3を日本に導入しようという気運が高まり、有志により日本F3協会が設立された。1978年いっぱいでFJ1300が消滅すると、翌1979年から日本F3協会が「日本F3チャレンジカップ」を独自で開催。当初はチャンピオンに翌年ヨーロッパで活動できる奨学制度を設けていた。1981年より日本自動車連盟 (JAF) が追認する形で「全日本F3選手権」として開催されることになった。
1983年にスポーツカーノーズ世代のマシンからウイングカー時代の新シャシー導入となる過程で参戦コストの上昇を招き、プライベイト参戦者には継続が難しくなり大幅に出走台数が減少。1レースの出走台数が10台に満たないレースが増加するなど危機的な状況に陥ったが、1984年に各国に先駆けてフラットボトム規定を導入し、旧型マシンの参戦を促したことが功を奏し参戦台数は20台前後まで回復。1985年からはそれまでほぼトヨタエンジンのみの状況だった所にフォルクスワーゲンや日産のF3エンジン参戦により競争が激化、1988年には以後長くF3を支えることになる無限・MF204エンジンが参戦開始するなど、以後1992年まではバブル景気により多種多様な企業がスポンサーとして名乗りを上げたことで、国内外の若手ドライバーのみならず、外国人の経験豊富なドライバーの参戦も相次ぎ、参加台数は40-50台という盛況となった。また、1990年頃より外国人の有望若手ドライバーの多数参戦もあって、ヨーロッパ各国の選手権にも劣らないハイレベルなものとなった。

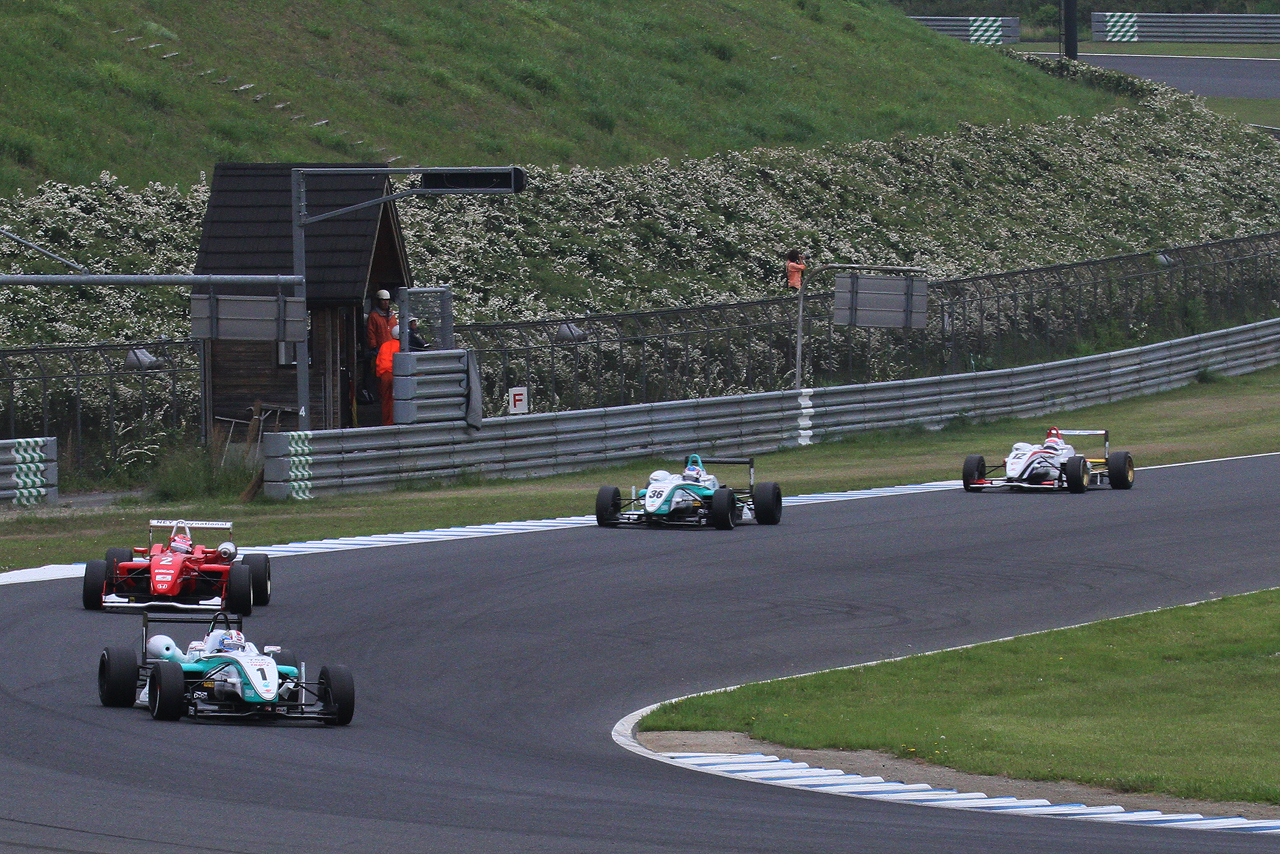
2010年

参戦台数は1992年をピークに、バブル景気崩壊もあり企業のスポンサー活動縮小の影響を受け台数は減少しはじめ、1994年のF1における重大事故多発によりF3シャシーへも導入されたステップドボトム規定によって旧型車・中古車両での参戦が出来なくなったことで参戦台数は20台以下の少数精鋭のシリーズとなった。この傾向は2010年以降も続いた。なお、1987年のロス・チーバーが初の外国籍ドライバーによる全日本F3チャンピオン獲得達成を皮切りに2000年代にかけてはチャンピオンは主に外国人が獲得していたが、2010年代に入り日本人ドライバーが数多くチャンピオンを獲得している。また2010年代には毎年のようにアジア諸国のドライバーの参戦もあった。
このカテゴリーで好成績を残したドライバーの多くは、日本やヨーロッパの上位カテゴリー（現在はスーパーフォーミュラやSUPER GT、FIA F2選手権など）にステップアップしたり、ヨーロッパのF3に参戦している。古くは鈴木利男や鈴木亜久里、中野信治や高木虎之介など、その後F1に参戦する日本人ドライバーも輩出、マカオGPを制したドライバーとしては国本京佑を輩出している。
外国人ドライバーでは、1992年にランキング2位となったジャック・ヴィルヌーヴは1995年のCARTシリーズのチャンピオンを獲得し、1997年にはF1ドライバーズ・チャンピオンを獲得した。2006年にチャンピオンとなったエイドリアン・スーティルは翌年よりF1に参戦し、F3世界一を争うマカオGPでは2007年にオリバー・ジャービスが全日本F3選手権参戦ドライバーとして優勝を果たした。2017年にランキング3位となったアレックス・パロウは、2021年のインディカー・シリーズでドライバーズ・チャンピオンを獲得するなど、世界のトップカテゴリーでのタイトル獲得者も出ている。
2020年より国際自動車連盟（FIA）が進めるF3カテゴリーの再編の動きなどを受け、シリーズ名称を「全日本スーパーフォーミュラ・ライツ選手権」に改め、現行のエンジンレギュレーションを引き継いだ形でレースを行うこととなった。なおシャシーはダラーラ320のワンメイクとなる。

## 参加資格
基本的にはJAFの発行する国内A級ライセンス、もしくはFIAの発行する国際B級以上のライセンスを持つドライバーが参戦できる。またJAFの限定国内A級ライセンス保持者については、前年にJAF地方選手権（スーパーFJ・F4）もしくはそれと同格扱いとなる選手権（FJ1600・FCJ等）でシリーズランキング3位以内に入った場合参戦が認められる。
ただし上記のライセンス保持者でも、以下の条件のいずれかに該当するドライバーは参戦が認められない。
- 有効なFIAのスーパーライセンス所持者
- 過去2年以内にGP2/F2、スーパーフォーミュラ、フォーミュラ・ルノー3.5のいずれかでシリーズランキング8位以内に入賞した者

逆に言えばSUPER GT（GT500クラス）等の上位カテゴリーで活躍しているドライバーでも、フォーミュラカーレースについて数年のブランクがあれば本カテゴリーへのステップダウン参戦が可能であり、実際2005年の加藤寛規など数は少ないながら実例もある。

## レース形態
2001年より1大会2レース制となり、1日目の第1レースは65km、2日目の第2レースは最短90km、最長100kmとされる。2008年シーズンは、6箇所9大会18レースを転戦する。2011年シーズンからは、一部の大会で1大会3レース制が採用されている。

## マシン
- シャシー

かつてはマーチ・マルティーニ・ラルト・レイナード・ダラーラ・バウマン・ヴァンディーメンなどの他、国産ではハヤシ・オスカー・トムス（開発はイギリス法人のトムスGBが担当）・童夢（2002年〜2004年まではローラと共同）が参戦していた。現在はダラーラのみが使用されている。
- エンジン

2019年現在はトムス（トヨタ）・戸田レーシング（独自開発）・フォルクスワーゲン・スリーボンド（東名エンジン）・メルセデス・ベンツが供給。過去にはHKS（三菱）・フィアット・オペル・無限（ホンダ）・日産なども供給していた。
- タイヤ

ドライタイヤは1大会で2セット使用できる。
1987年まではダンロップ・横浜ゴム・ブリヂストンが供給をしていたが、1988年からワンメイクとなった。ワンメイク化以後のタイヤメーカーの変遷は以下のとおり。
- 1988年 - 2008年：ブリヂストン
- 2009年 - 2010年：ハンコックタイヤ
- 2011年 - 2019年：横浜ゴム

## チャンピオンシップ
2012年現在は、JAF管轄の全日本選手権としてドライバー部門・チーム部門・エンジンチューナー部門の3つ、日本F3協会管轄のタイトルとして「F3Nクラス」（詳細は後述）ドライバー部門の、計4つのタイトルが争われる。
各レース毎の順位、ポールポジション、ファステストラップによって与えられるポイントの合計によってチャンピオンが決定する。チーム部門とエンジンチューナー部門には所属するドライバーの最上位者のポイント（ポールポジションとファステストラップのポイントは含まない。）が加算されその合計でチャンピオンが与えられる。
2015年までドライバーは、シリーズチャンピオンを獲得することで、F1参戦に必要なスーパーライセンス発給の条件を一つ満たすことができた。2016年以降は、スーパーライセンス発給条件が変わり、シリーズ順位によって下記のライセンスポイントが与えられる。
| 1位 | 2位 | 3位 | 4位 | 5位 |
| --- | --- | --- | --- | --- |
| 10  | 7   | 5   | 3   | 1   |

※2018年12月現在。

## 下級クラス
バブル景気崩壊後から続く参加台数の減少傾向を止めるべく、以下のように下級クラスの開設を何度も行っている。
- 1995年：旧型シャシーを使用する「Bクラス」を設けたが、参加台数は伸び悩み廃止。
- 2002年：再度「Bクラス」を設けたが、エントリーは増えず。
- 2005年：「Bクラス」を廃止し、規則改正により旧型シャシーでの参加を認めたが、旧型シャシーでの参加はほとんどなかった。
- 2008年：主力エンジンだったトヨタ3S-GEをワンメイクエンジンとして旧型シャシーを使用する「ナショナルクラス」（Nクラス）を設けた。
- 2012年：JAFが懸ける選手権から「Nクラス」が廃止されたが、前年までの「Nクラス車両」での参加も認められ、参加ドライバーに対し日本F3協会が独自タイトルとして「F3Nクラス」を設定した。

これまで下級クラスについてはエントリー数不足から不成立・クラス消滅を幾度となく繰り返してきたが、2008年からスタートしたNクラスについては、リーマン・ショック以降の世界的な景気低迷の影響で上位クラスであるCクラス（旧・チャンピオンシップクラス）の参戦者数が減少しているのとは対照的にエントリー数を順調に伸ばした（2008年は7台だったものが、2009年は9台に増加し、2010年は12台が参戦した）。
2018年からは、シャシーが2012年以降に製造されたものに限定される他、エンジンがフォルクスワーゲン・A18-CNに変更されたが、年間エントリーが1台のみと激減。2019年シーズンに至っては年間エントリーが0となり、再びクラス消滅の可能性が高まっている。

## スポンサー
1988年から1991年まで松下電器産業（現・パナソニック）が冠スポンサーとなり、シリーズ名称が「全日本Panasonic F3選手権（Panasonic Japan F3 Championship）」となる。
2010年から2012年まで人材教育コンサルティング会社のアチーブメントが冠スポンサーとなり、シリーズ名称が「アチーブメント全日本F3選手権シリーズ」となっていた。

## 関連イベントレース

### F3スーパーカップレース
F1日本グランプリのサポートレースとして、1988年から1993年まで「F3 SUPER CUP RACE」が開催された。なお、このレースは全日本選手権には含まれないイベントレースであった。
1988年から1990年までは全日本選手権と同様に松下電器産業がスポンサーに付き「Panasonic F3 SUPER CUP RACE」の名称で開催された。

### インターナショナルF3リーグ
「F3世界一決定戦」とも呼ばれるマカオグランプリに出場した各国F3の精鋭達をそのまま来日させて富士スピードウェイでレースを行うという、ビクトリーサークルクラブ（VICIC）のアイデアを基に開催された。全日本選手権には含まれない。
大会自体は国内レース関係者に多大な影響を与えた上に、深夜枠ながらフジテレビジョンでテレビ放映もされたが、出場するのは翌年や翌々年にF1に参戦するような有望株（ミカ・ハッキネンやミハエル・シューマッハ、エディ・アーバイン、デビッド・クルサード、オリビエ・ベレッタ、ルーベンス・バリチェロ、高木虎之介など）ながらも、大会参戦時には一般的に無名の若手選手であり、第4回大会(1993)では観客動員に苦戦。バブル景気崩壊以後のスポンサー企業減少もあり、1990年から1993年までの4回の開催をもって幕を閉じた。

## 歴代チャンピオン

### Cクラス（全日本選手権クラス）
- （）内は、所属チーム/シャーシコンストラクター・エンジンチューナー・エンジンメーカー。

| 年   | ドライバー                                                                                   | チーム                                                               | エンジンチューナー               |
| ---- | -------------------------------------------------------------------------------------------- | -------------------------------------------------------------------- | -------------------------------- |
| 1979 | 鈴木利男 （ヒーローズレ－シング/ラルト・ノバ・トヨタ）                                       | ヒーローズレーシング （ラルト・ノバ・トヨタ）                        |                                  |
| 1980 | 佐々木秀六 （Shuroku Sasaki/マーチ・ノバ・トヨタ）                                           | ギャロップレーシング （マーチ・ノバ・トヨタ）                        |                                  |
| 1981 | 中子修 （ハヤシレーシング/ハヤシ・ノバ・トヨタ）                                             | ハヤシレーシング （ハヤシ・ノバ・トヨタ）                            |                                  |
| 1982 | 中本憲吾 （ハヤシレーシング/ラルト・ノバ・トヨタ）                                           | ハヤシレーシング （ハヤシ・ノバ・トヨタ）                            |                                  |
| 1983 | 藤原吉政 （梅田レーシング/ラルト・ノバ・トヨタ）                                             | 梅田レーシング （ラルト・ノバ・トヨタ）                              |                                  |
| 1984 | 兵頭秀二 （ハヤシレーシング/ハヤシ・ノバ・トヨタ）                                           | ハヤシレーシング （ハヤシ・ノバ・トヨタ）                            |                                  |
| 1985 | 佐藤浩二 （Le Garage Cox Racing/ラルト・コックス・フォルクスワーゲン）                       | Le Garage Cox Racing （ラルト・コックス・フォルクスワーゲン）        |                                  |
| 1986 | 森本晃生 （Lemans Company/ラルト・トムス・トヨタ）                                           | Lemans Company （ラルト・トムス・トヨタ）                            |                                  |
| 1987 | ロス・チーバー （フナキレーシング/レイナード・戸田・トヨタ）                                 | TOM'S （レイナード・トムス・トヨタ）                                 |                                  |
| 1988 | 中谷明彦 （Le Garage Cox Racing/ラルト・無限・無限ホンダ）                                   | Le Garage Cox Racing （ラルト・無限・無限ホンダ）                    |                                  |
| 1989 | 影山正彦 （レイトンハウスレーシング/ラルト・東名・無限ホンダ）                               | レイトンハウスレーシング （ラルト・東名・無限ホンダ）                |                                  |
| 1990 | 服部尚貴 （Le Garage Cox Racing/ラルト・無限・無限ホンダ）                                   | Le Garage Cox Racing （ラルト・無限・無限ホンダ）                    |                                  |
| 1991 | パウロ・カーカッシ （TOM'S/トムス・トムス・トヨタ）                                          | トムス （トムス・トムス・トヨタ）                                    |                                  |
| 1992 | アンソニー・レイド （TOMEI SPORTS/レイナード・東名・無限ホンダ）                             | TOMEI SPORTS （レイナード・東名・無限ホンダ）                        |                                  |
| 1993 | トム・クリステンセン （TOM'S/トムス・トムス・トヨタ）                                        | トムス （トムス・トムス・トヨタ）                                    |                                  |
| 1994 | ミハエル・クルム （TOM'S/トムス・トムス・トヨタ）                                            | トムス （トムス・トムス・トヨタ）                                    | トムス                           |
| 1995 | ペドロ・デ・ラ・ロサ （TOM'S/ダラーラ・トムス・トヨタ）                                      | トムス （ダラーラ・トムス・トヨタ）                                  | トムス                           |
| 1996 | 脇阪寿一 （Anabuki童夢/ダラーラ・無限・無限ホンダ）                                          | 童夢 （ダラーラ・無限・無限ホンダ）                                  | 無限                             |
| 1997 | トム・コロネル （TOM'S/ダラーラ・トムス・トヨタ）                                            | トムス （ダラーラ・トムス・トヨタ）                                  | トムス                           |
| 1998 | ピーター・ダンブレック （TOM'S/ダラーラ・トムス・トヨタ）                                    | トムス （ダラーラ・トムス・トヨタ）                                  | トムス                           |
| 1999 | ダレン・マニング （TOM'S/ダラーラ・トムス・トヨタ）                                          | トムス （ダラーラ・トムス・トヨタ）                                  | トムス                           |
| 2000 | セバスチャン・フィリップ （無限×童夢プロジェクト/ダラーラ・無限・無限ホンダ）                | 無限×童夢プロジェクト （ダラーラ・無限・無限ホンダ）                 | 無限                             |
| 2001 | ブノワ・トレルイエ （無限×童夢プロジェクト/ダラーラ・無限・無限ホンダ）                      | トムス （ダラーラ・トムス・トヨタ）                                  | 無限                             |
| 2002 | 小暮卓史 （無限×童夢プロジェクト/ダラーラ・無限・無限ホンダ）                                | 無限×童夢プロジェクト （ダラーラ・無限・無限ホンダ）                 | 無限                             |
| 2003 | ジェームス・コートニー （TOM'S/ダラーラ・トムス・トヨタ）                                    | トムス （ダラーラ・トムス・トヨタ）                                  | トムス                           |
| 2004 | ロニー・クインタレッリ （INGING/ダラーラ・トリイ・トヨタ）                                   | INGING （ダラーラ・トリイ・トヨタ）                                  | トリイレーシング                 |
| 2005 | ジョアオ・パオロ・デ・オリベイラ （TOM'S/ダラーラ・トムス・トヨタ）                          | トムス （ダラーラ・トムス・トヨタ）                                  | トムス                           |
| 2006 | エイドリアン・スーティル （TOM'S/ダラーラ・トムス・トヨタ）                                  | トムス （ダラーラ・トムス・トヨタ）                                  | トムス                           |
| 2007 | 大嶋和也 （TDP TEAM TOM'S/ダラーラ・トムス・トヨタ）                                         | トムス （ダラーラ・トムス・トヨタ）                                  | トムス                           |
| 2008 | カルロ・ヴァン・ダム （PETRONAS TEAM TOM'S/ダラーラ・トムス・トヨタ）                        | トムス （ダラーラ・トムス・トヨタ）                                  | トムス                           |
| 2009 | マーカス・エリクソン （PETRONAS TEAM TOM'S/ダラーラ・トムス・トヨタ）                        | トムス （ダラーラ・トムス・トヨタ）                                  | トムス                           |
| 2010 | 国本雄資 （PETRONAS TEAM TOM'S/ダラーラ・トムス・トヨタ）                                    | トムス （ダラーラ・トムス・トヨタ）                                  | トムス                           |
| 2011 | 関口雄飛 （B-MAX ENGINEERING/ダラーラ・トムス・トヨタ）                                      | ThreeBond Racing （ダラーラ・東名・THREEBONDニッサン）               | トムス                           |
| 2012 | 平川亮 （RSS/ダラーラ・トムス・トヨタ）                                                      | RSS （ダラーラ・トムス・トヨタ）                                     | トムス                           |
| 2013 | 中山雄一 （PETRONAS TEAM TOM'S/ダラーラ・トムス・トヨタ）                                    | トムス （ダラーラ・トムス・トヨタ）                                  | トムス                           |
| 2014 | 松下信治 （HFDP RACING/ダラーラ・M-TEC・無限ホンダ）                                         | トムス （ダラーラ・トムス・トヨタ）                                  | トムス                           |
| 2015 | ニック・キャシディ （PETRONAS TEAM TOM'S/ダラーラ・トムス・トヨタ）                          | トムス （ダラーラ・トムス・トヨタ）                                  | トムス                           |
| 2016 | 山下健太 （ZENT TEAM TOM'S/ダラーラ・トムス・トヨタ）                                        | B-MAX Racing Team with NDDP （ダラーラ・SPIESS・フォルクスワーゲン） | SPIESS Motorenbau GmbH           |
| 2017 | 高星明誠 （B-MAX Racing Team with NDDP/ダラーラ・SPIESS・フォルクスワーゲン）                | トムス （ダラーラ・トムス・トヨタ）                                  | トムス                           |
| 2018 | 坪井翔 （カローラ中京 Kuo TEAM TOM'S/ダラーラ・トムス・トヨタ）                              | トムス （ダラーラ・トムス・トヨタ）                                  | トムス                           |
| 2019 | サッシャ・フェネストラズ （B-Max Racing with motopark/ダラーラ・SPIESS・フォルクスワーゲン） | B-Max Racing with motopark （ダラーラ・SPIESS・フォルクスワーゲン）  | Siegfried Spiess Motorenbau GmbH |

### Nクラス（ナショナルクラス）
- シャーシはダラーラの実質ワンメイク
- エンジンは2008～2017年はトムス・トヨタ、2018年以降はコックス・フォルクスワーゲンのワンメイク。
- （）内は所属チーム。

| 年   | ドライバー                           |
| ---- | ------------------------------------ |
| 2008 | 山内英輝 （TOM'S SPIRIT）            |
| 2009 | 山本尚貴 （HFDP RACING）             |
| 2010 | 小林崇志 （HFDP RACING）             |
| 2011 | 千代勝正 （NDDP RACING）             |
| 2012 | 佐々木大樹 （NDDP RACING）           |
| 2013 | 高星明誠 （NDDP RACING）             |
| 2014 | 小泉洋史 （HANASHIMA RACING）        |
| 2015 | 小河諒 （KeePer TEAM TOM'S）         |
| 2016 | 片山義章 （Petit Lemans Racing）     |
| 2017 | DRAGON （B-MAX RACING TEAM）         |
| 2018 | ジェイク・パーソンズ （NODA RACING） |

### マスタークラス
- 40歳以上のジェントルマンドライバーと、女性ドライバーが対象
- （）内は所属チーム。

| 年   | ドライバー                            |
| ---- | ------------------------------------- |
| 2019 | DRAGON （B-Max Racing with motopark） |